# Акмянишкяй
Акмянишкяй (лит. Akmeniškiai) — село в восточной части Литвы. Входит в состав Швенченеляйского староства Швянчёнского района. По данным переписи Литвы 2011 года, население Акменишкяя составляло 3 человека.

## География
Расположено в северной части района, у границы с Игналинским районом. Находится в 18 километрах от Швянчёниса, центра района и в 16 километрах от Швенчёнеляя, центра староства. Ближайший населённый пункт — село Биржия.

## Население
| 1931                           | 1959 | 1970 | 1979 | 1989 | 2001 | 2011 |
| ------------------------------ | ---- | ---- | ---- | ---- | ---- | ---- |
| 58                             | 44   | 26   | 25   | 15   | 7    | 3    |
| Гистограмма динамики населения |      |      |      |      |      |      |